# Laurent Debrosse
Laurent Debrosse est un ancien footballeur professionnel français, né le 2 octobre 1969 à Saint-Vallier. Il évoluait au poste de milieu de terrain.

## Biographie
Issu du centre de formation du FC Montceau Bourgogne, il commence sa carrière professionnelle avec ce club en D2 (ex  Ligue 2)
Il dispute son 1er match en Ligue 1 le 7 mars 1990 avec l'Olympique lyonnais.
Au total, il joue 82 matchs en Ligue 1 avec l'OL.
Il joue ensuite en faveur de Dunkerque, Châteauroux, Niort et enfin Grenoble.

## Carrière
- Formé au      FC Montceau Bourgogne
- 1989-1994 : Olympique lyonnais
- 1994-1996 : USL Dunkerque
- 1996-1998 : LB Châteauroux
- 1998-2000 : Chamois niortais FC
- 2000-2003 : Grenoble Foot[1]

## Palmarès
- Champion de France de D2 en 1997 avec Châteauroux
- Champion de France de National en 2001 avec Grenoble

## Statistiques
- 3 matchs en Coupe de l'UEFA
- 108 matchs et 2 buts en Ligue 1
- 261 matchs et 9 buts en Ligue 2
- 36 matchs et 5 but en National